# Star Wars Jedi: Fallen Order
Star Wars Jedi: Fallen Order (укр. Зоряні війни. Джедаї: Полеглий Орден) — пригодницька екшн-відеогра, розроблена компанією Respawn Entertainment та опублікована компанією Electronic Arts. Гру було анонсовано під час E3 2018, а інші деталі стали відомі на Star Wars Celebration у квітні 2019. Гра вийшла для Microsoft Windows, PlayStation 4 та Xbox One 15 листопада 2019 року. Для консолей PlayStation 5 та Xbox Series X/S її видано 11 червня 2021 року.
Події відбуваються у всесвіті Зоряних воєн після подій фільму «Епізод III — Помста ситхів». У галактиці панує жорстока Імперія, а орден джедаїв знищено. Одного з небагатьох уцілілих джедаїв, юного Кела Кестіса, знаходить екіпаж корабля «Богомол», який прагне відродити орден. Для цього Келу слід розшукати серед численних планет реліквію — голокрон, схований джедаєм Ено Кордовою.

## Ігровий процес
Гравець керує одним з останніх вцілілих джедаїв — падаваном Келом Кестісом, який намагається відродити Орден Джедаїв, протистоячи Галактичній Імперії та її Інквізиції. Протягом усієї своєї подорожі Кел відвідує різні планети, де повинен досліджувати території в пошуках союзників і корисних речей та боротися з ворогами. Він може бігати, стрибати, лізти по ґратах чи уступах, тимчасово бігти по стінах, протискуватись у вузькі проходи, розгойдуватись на кабелях чи ліанах аби перетнути провалля.
Зброєю Кела є світловий меч, який він впродовж гри може вдосконалювати та прикрашати на свій розсуд. В боях слід не лише вчасно атакувати, а й парирувати ворожі атаки, ухилятись. Крім застосування в бою, меч необхідний для знищення перешкод і освітлення темних місць. Застосування Сили вимагає її накопичення, що відбувається при успішних звичайних атаках. Постійним супутником Кела є дроїд BD-1, якого він носить на спині. Цей робот проєктує карту місцевості, дає підказки, лікує хазяїна поза боєм і зламує двері та ворожих дроїдів.
Здоров'я Кела відновлюється в точках медитації, розташованих на місцевості, або з допомогою ін'єкцій (стімів) його дроїда, запас котрих поповнюється після відпочинку. Ін'єкція потребує кількох секунд і може бути перервана, наприклад, атакою ворога. Також в точках медитації Кел може вивчити вдосконалення та провести тренувальні бої. Загинувши, герой відроджується в найближчій відвіданій точці медитації. В разі, якщо герой відпочиває під час місії, не пройшовши її до кінця, вороги на поточній локації повертаються. При завданні шкоди ворогу, котрий раніше вбив Кела, гравець повертає втрачені на шляху до нього досвід, здоров'я і Силу.
Герой набирає досвід, знищуючи ворогів, або знаходячи цікаві об'єкти. Коли він набирає достатньо досвіду, дається очко вдосконалень. Всі вдосконалення поділені за трьома гілками: «Сила», «Меч» та «Виживання». «Сила» включає надприродні здібності, такі як уповільнення часу й телекінез. «Меч» — фехтувальні прийоми та їх комбінації. «Виживання» — запас здоров'я та його поповнення.
Кел здатний відчувати «відлуння Сили» в предметах, пов'язаних за важливими персонажами. Кожне «відлуння» містить певну інформацію про минулі події, що може стати в пригоді, або просто повідомляє цікаві деталі світу гри. Місцями можливо відшукати сховки чи ящики з корисними предметами — вдосконаленнями, «відлуннями» чи прикрасами. Гравцеві пропонується на свій розсуд налаштовувати вигляд Кела, його меча, дроїда й корабля.
Після проходження гри пропонується почати її заново в «Новій подорожі +», але зберігши всі отримані косметичні предмети. Також, Кел отримує в новій грі новий загальний костюм і червоний меч. Вдосконалення при цьому обнулюються.

## Сюжет
Події починаються за кілька років після Наказу 66. Майже всіх джедаїв було винищено, а на вцілілих полює Інквізиція. Галактична Імперія під владою Дарта Сідіуса жорстоко панує в галактиці. Юний падаван Кел Кестіс, якому вдалося врятуватись, живе на планеті Бракка. Там на величезному звалищі розбирають на брухт космічні кораблі, що лишились від Війн клонів. Якось Кел зі своїм товаришем Прауфом вирушає полагодити кран, але несподівано шматок корабля обвалюється і Прауф падає. Кел використовує Силу, щоб врятувати його. Прауф обіцяє не видати падавана, та імперський дроїд фіксує це. На звалище прибувають імперські штурмовики на чолі з інквізиторкою Другою Сестрою. Вона вимагає під страхом смерті всієї бригади видати джедая і Прауф ціною життя дає Келу час на втечу. Той рятується від погоні та стикається з імперським літаком. Несподівано Кела рятує невідомий корабель. Це виявляється «Богомол», яким керують капітан Ґріз Дрітус і колишня джедай Цере Джанда. Кел не довіряє їм, але погоджується приєднатись, коли довідується, що Цере знала його вчителя — магістра Джаро Тапала.
«Богомол» прилітає на планету Боґано, де знаходиться стародавнє сховище джедаїв. Цере сподівається, що там знаходиться реліквія, котра допоможе відродити орден джедаїв. Сама вона не може її знайти, оскільки втратила зв'язок із Силою внаслідок трагічних подій, які замовчує. В околицях Кел знаходить зламаного дроїда BD-1 вчителя Цере — Ено Кордови. З залишеного ним повідомлення стає відомо, що на одній з планет цивілізації зеффо сховано голокрон зі списком усіх чутливих до Сили дітей. Цере покладає на Кела місію розшукати цю планету й голокрон, пройшовши слідами Ено, та зі вказаних дітей набрати новий орден.
На скелястій планеті Зеффо на краю галактики герої знаходять свідчення, що Ено вирушив на Кашиїк і пов'язаний з лідером вукі Тарффулом. Прибувши на лісовий Кашиїк, Кел з товаришами зустрічає повстанців на чолі з Со Геррерою, що борються проти поневолювачів з Імперії. Проте Тарффула там не виявляється і «Богомол» повертається на Зеффо. Досліджуючи тамтешню гробницю в пошуках підказок, Кел знову стикається з Другою Сестрою. Вона розкриває, що була ученицю Цере на ім'я Трілла Сідурі. Колись Цере була схоплена і під тортурами видала розташування Трілли. Тоді учениця зрадила джедаїв і стала служити Інквізиції, допомагаючи знищувати інших джедаїв. Кел перемагає інквізиторку, вона тікає, проте застерігає, що Цере не слід довіряти. Коли Кел довідується, що сховище голокрона слід відкрити спеціальним ключем, його схоплюють мисливці за головами на чолі з Сорком Тормо.
Кела кидають на гладіаторську арену, та Цере й Ґріз визволяють його. Вони отримують повідомлення від Тарффула й вирушають на Кашиїк. Там лідер вукі розповідає, що Ено лишив підказку на верхівці величезного дерева. Діставшись туди, падаван знаходить послання про те, що ключ знаходиться на планеті Датомір. Але на заваді стає Дев'ята Сестра, котру Келу вдається подолати.
На пустельному Датомірі живуть відьми, знані як Нічні сестри, що володіють Силою. Одна з них, Меррін, винить джедаїв у різанині, вчиненій тут у Війни клонів, тому з усіх сил перешкоджає Келу. Падаван бачить видіння свого вчителя, пригадуючи як той врятував його ціною свого життя. Дух Джаро влаштовує Келу випробування, внаслідок якого той втрачає свій меч. Згодом Кел зустрічає на Датомірі старого Таррона Малікуса — ще одного вцілілого джедая, одержимого здобуттям могутності Нічних сестер. Він пропонує юнакові навчити його обертати силу відьом проти Меррін, але Кел відмовляється та покидає Датомір аби уникнути невиправданих жертв.
Цере зізнається, що після зради учениці вона в нападі люті відчула як пала на Темний бік Сили, тому втратила зв'язок зі Світлим боком. Цере віддає свій старий меч, що не працює, Келу. «Богомол» летить та засніжену планету Ілум, де Кел знаходить кайбер-кристал і створює на основі мечів Цере і Джаро свій власний. Після цього він повертається на Датомір, де вдруге стикається з духом Джаро. Подолавши почуття вини за смерть учителя, Кел розкриває свій потенціал і знаходить ключ — астріум, у якому записано таємниці зв'язку цивілізації зеффо із Силою. Малікос намагається схилити Кела на Темний бік. Тоді Меррін допомагає падавану побороти Малікоса та ув'язнює того в надрах планети. Вона вирішує приєднатись до екіпажа «Богомола», побачивши в Келі надію на перемогу над Імперією.
Команда повертається на Боґано, що й виявляється шуканою планетою. Кел відкриває сховище та добуває голокрон. Але несподівано з'явилася Трілла і розпочинає поєдинок, під час якого Кел забирає її меч і його приголомшує відлуння Сили, під час якого він бачить все, що відбулося з Тріллою і Цере після Наказу 66. Цим користується Трілла, викрадає реліквію й тікає. Кел повертається на «Богомол». Цере розкаюється, цілком повертається на Світлий бік та посвячує Кела в лицарі-джедаї. Команда вирушає до фортеці Другої Сестри, схованої під водою на планеті Нур, та відбирає голокрон. Несподівано з'являється Дарт Вейдер, убиває Другу Сестру за невдачу, скидає Цере в прірву та намірюється вбити Кела. Тікаючи з голокроном, Кел потрапляє в засідку Вейдера, та Цере виявляється жива й захищає Кела щитом Сили. В ході бою фортецю затоплює, Кел з допомогою Меррін витягує Цере на поверхню, де їх підбирає Ґріз.
Кел відкриває голокрон, який показує карту розташування майбутніх учасників нового ордена. Проте він каже, що така річ лише полегшить Імперії полювання на майбутніх джедаїв. Зі словами, що Сила вирішить долю цих дітей краще, Кел розрубує голокрон.

## Розробка
Стіг Асмуссен приєднався до Respawn Entertainment в 2014 році як ігровий директор студії, очолюючи команду розробки. Пізніше проєкт представили як екшн-пригодницьку гру від третьої особи у всесвіті Star Wars у травні 2018 року. Аарон Контрерас, який написав сюжет Mafia III, очолив команду по роботі над сюжетною частиною гри, до якої також увійшов Кріс Авелоун. Студія також співпрацювала з Lucasfilm для створення нових персонажів та локацій.
Гра, натхненна серіями Legend of Zelda: Wind Waker і Dark Souls, була створена за допомогою рушія Unreal Engine 4. Асмуссен повідомив, що ціллю команди є створення вдосконаленої бойової системи та пропрацьованого дизайну локацій.
Видавець Electronic Arts анонсував гру на E3 2018. Вона випущена 15 листопада 2019 року, за місяць до виходу фільму «Зоряні війни: Скайвокер. Сходження». На E3 2019 компанія Electronic Arts презентувала 15-хвилинну демонстраційну гру. Приблизно через два тижні після виходу першої демонстрації, 25 червня 2019 року, студія показала ще 25-хвилинне геймплейне відео.
Серія супутніх коміксів «Star Wars Jedi: Fallen Order — Темний храм» була анонсована 11 червня 2019 року для виходу у вересні 2019 року.
Оновлення 4 травня 2020 року додало «Нову подорож +», нові косметичні предмети та тренування під час медитацій.
Для консолей PlayStation 5 та Xbox Series X/S її видано 11 червня 2021 року, де гра отримала текстури й моделі підвищеної якості, роботу в роздільності 4K/HDR при 60 кадрах/с і швидше завантаження. Власники версій для PlayStation 4 та Xbox One отримали оновлені версії безкоштовно.

## Продовження
Продовження під назвою Star Wars Jedi: Survivor (укр. Зоряні війни. Джедаї: Вцілілий) було анонсоване 27 травня 2022 року. Дія гри розпочнеться за 5 років після фіналу Fallen Order.

## Оцінки й відгуки
| Агрегатор  | Оцінка                              |
| ---------- | ----------------------------------- |
| Metacritic | PC: 85/100 PS4: 82/100 XONE: 81/100 |

| Видання       | Оцінка  |
| ------------- | ------- |
| Game Informer | 8.75/10 |
| GameSpot      | 8/10    |
| GamesRadar+   | [ 24 ]  |
| Giant Bomb    | [ 25 ]  |
| IGN           | 9/10    |

Star Wars Jedi: Fallen Order здобула загальне визнання, зібравши середні оцінки на агрегаторі Metacritic 85 балів зі 100 для Windows, 82/100 для PlayStation 4 і 81/100 для Xbox One.
IGN відзначили гру акторів захоплення руху — Кемерона Монегена (грає Кела) і Дебори Вілсон (Сіре), різноманітність локацій та головоломок, що нагадують ігри про Лару Крофт і Нейтана Дрейка. Відзначалися паралелі цієї гри з Dark Souls в системі точок відпочинку, повернення втраченого досвіду та бойовій системі. Також було схвалено утримання Кела в рамках героя-початківця — він не долає Імперію самотужки, не перемагає Дарта Вейдера, а слідує власній логічній історій, яка не суперечить канонічним творам. Star Wars Jedi: Fallen Order було оцінено в 9/10 з вердиктом: «Минуло багато років, допоки ми отримали чудову екшн-гру про Зоряні війни, але Jedi: Fallen Order компенсує купу згаяного часу. Сильний акторський склад подає похмуру історію, в той же час зберігаючи веселі та вірні канону Зоряних воєн речі, та змішує швидкі, складні бої з енергійним платформінгом, гідними головоломками та різноманітними місцями для дослідження по всій грі».
Згідно з GameSpot, який оцінив гру у 8/10, «Як і найкращі ігри за Зоряними війнами, вона доповнює ідеї фільмів та іншого матеріалу, досліджуючи нові куточки галактики, фокусуючись при цьому на ключових темах франшизи: пізнанні себе, боротьбі з власною темрявою та подоланні негараздів при допомозі друзів». Схвальні відгуки отримала бойова система, що пропонує непрості, але в той же час не дратівливі бої; карти, наповнені деталями, де гравець однак не губиться; необхідність продумувати тактику проти ворогів; пропрацьовані персонажі. Проте було указано і на недоліки, такі як велика відстань між точками медитації, повільний розвиток сюжету, невинахідливі бої з босами, що вимагають завчання їхніх рухів.
Наприкінці січня 2020 року продажі гри сягнули 8 млн копій, що значно перевищило очікування Electronic Arts.